# Galatina rosso
Il Galatina rosso è un vino DOC la cui produzione è consentita nella provincia di Lecce.

## Caratteristiche organolettiche
- colore: rosso rubino più o meno intenso con eventuali riflessi tendenti al rosso mattone se invecchiato
- odore: vinoso, caratteristico, gradevole ed intenso
- sapore: pieno, asciutto, robusto, vellutato, caldo, armonico

## Produzione
Provincia, stagione, volume in ettolitri
- nessun dato disponibile